# Jean-François Thomas de Thomon
Jean-François Thomas de Thomon, ros. Жан-Франсуа Тома́ де Томо́н (ur. 1 kwietnia/12 kwietnia 1760 w Bernie, zm. 23 sierpnia/4 września 1813 w Petersburgu) – szwajcarski architekt, po studiach w Paryżu i Rzymie działający na obszarze Polski, Austrii i Rosji.

## Życiorys
Studiował w latach 80. XVIII wieku na Paryskiej Akademii Sztuk Pięknych. Dzięki uzyskanemu Prix de Rome doskonalił swoje umiejętności w Rzymie. Malował też widoki miasta w stylu obrazów Huberta Roberta i Nicolasa Poussina. W związku z wybuchem rewolucji francuskiej zaniechał powrotu do Francji i zamieszkał w Wiedniu.
Podczas pobytu w Wiedniu otrzymał zlecenie na budowę galerii przy zamku Lubomirskich w Łańcucie. Dla książąt Esterházych zaprojektował 1794 budynek szkolny w Wiedniu i łaźnie w Eisenstadt.
Wcześniej, bo w roku 1792, otrzymał za pośrednictwem ambasadora Rosji w Wiedniu, księcia Dymitra Golicyna zaproszenie od jego brata wicekanclerza Aleksandra Golicyna. Po krótkim pobycie w Moskwie przybył 1799 do Petersburga. Od roku 1800 został wykładowcą Akademii Sztuk Pięknych w Petersburgu.

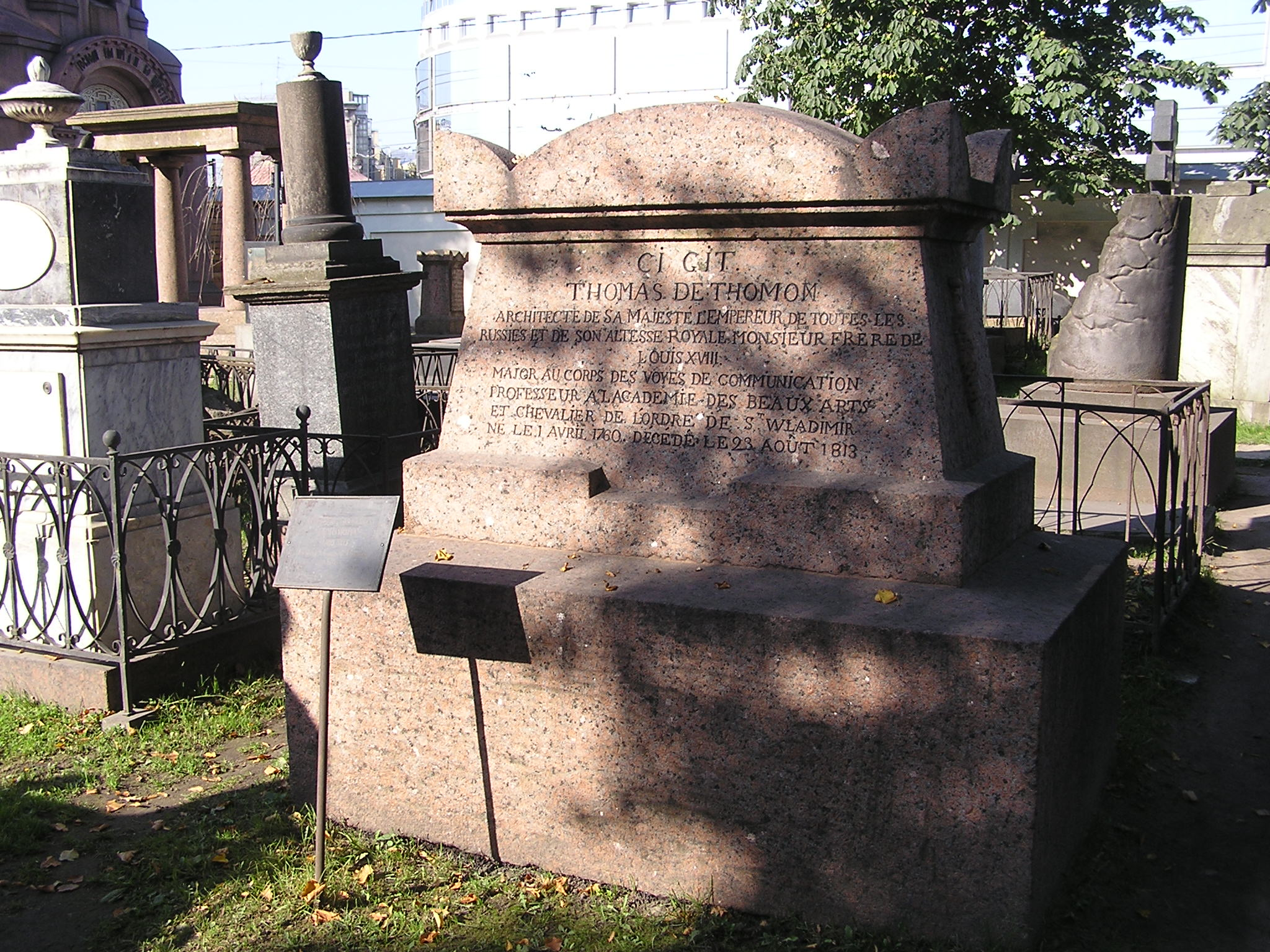
Nagrobek Thomasa de Thomon na Cmentarzu Łazarewskim w Sankt Petersburgu

W roku 1801 na zlecenie cara Aleksandra I rozbudował petersburski Teatr Wielki wzniesiony w latach 1775–1783 według projektu Ludwika Filipa Tischbeina. Po ukończeniu przebudowy 1805 Thomas de Thomon w uznaniu zasług otrzymał tytuł nadwornego architekta. Budynek Teatru Wielkiego został w roku 1886 częściowo rozebrany i zaadaptowany dla Konserwatorium Petersburskiego.
W latach 1804–1813 tworzył projekty dla Cesarskiej Manufaktury Szklanej w Petersburgu.
W roku 1805 przejął po architekcie Giacomo Quarenghim będący w stanie wstrzymanej realizacji projekt budynku petersburskiej Giełdy na Wyspie Wasylewskiej. Po całkowitym przeprojektowaniu budynku w stylu Empire doprowadził budowę do zakończenia w roku 1810. Po obu stronach budynku wzniósł dwie kolumny rostralne.
W roku 1806 wygrał konkurs na projekt mauzoleum cara Pawła I. W latach 1804–1809 zrealizował projekt opery w Odessie, która w końcu XIX wieku została przebudowana według projektu wiedeńskich architektów Helmera i Fellnera. W Połtawie wzniósł pomnik-kolumnę dla uczczenia stulecia Bitwy Połtawskiej.
Thomas de Thomon opublikował zbiór swoich projektów  pod tytułem «Recueil des façades des principaux monuments construits à St.-Pétersbourg par Thomas de Thomon» (Sankt Petersburg, 1806).
Wydał też podręcznik malarstwa pod tytułem «Traité de peinture, précédé de l’ongine des arts» (Sankt Petersburg, 1809),

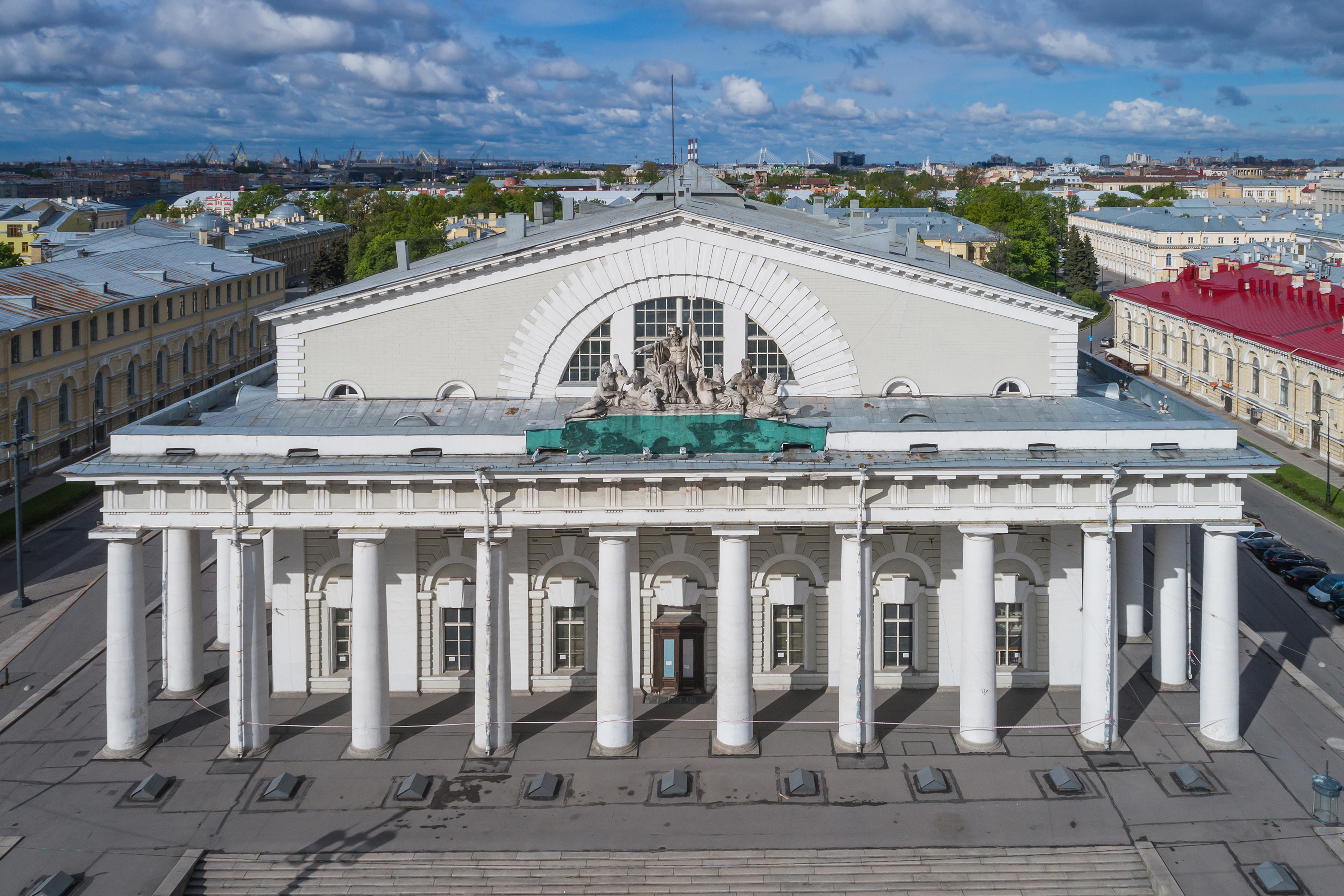
Giełda w Sankt-Petersburgu
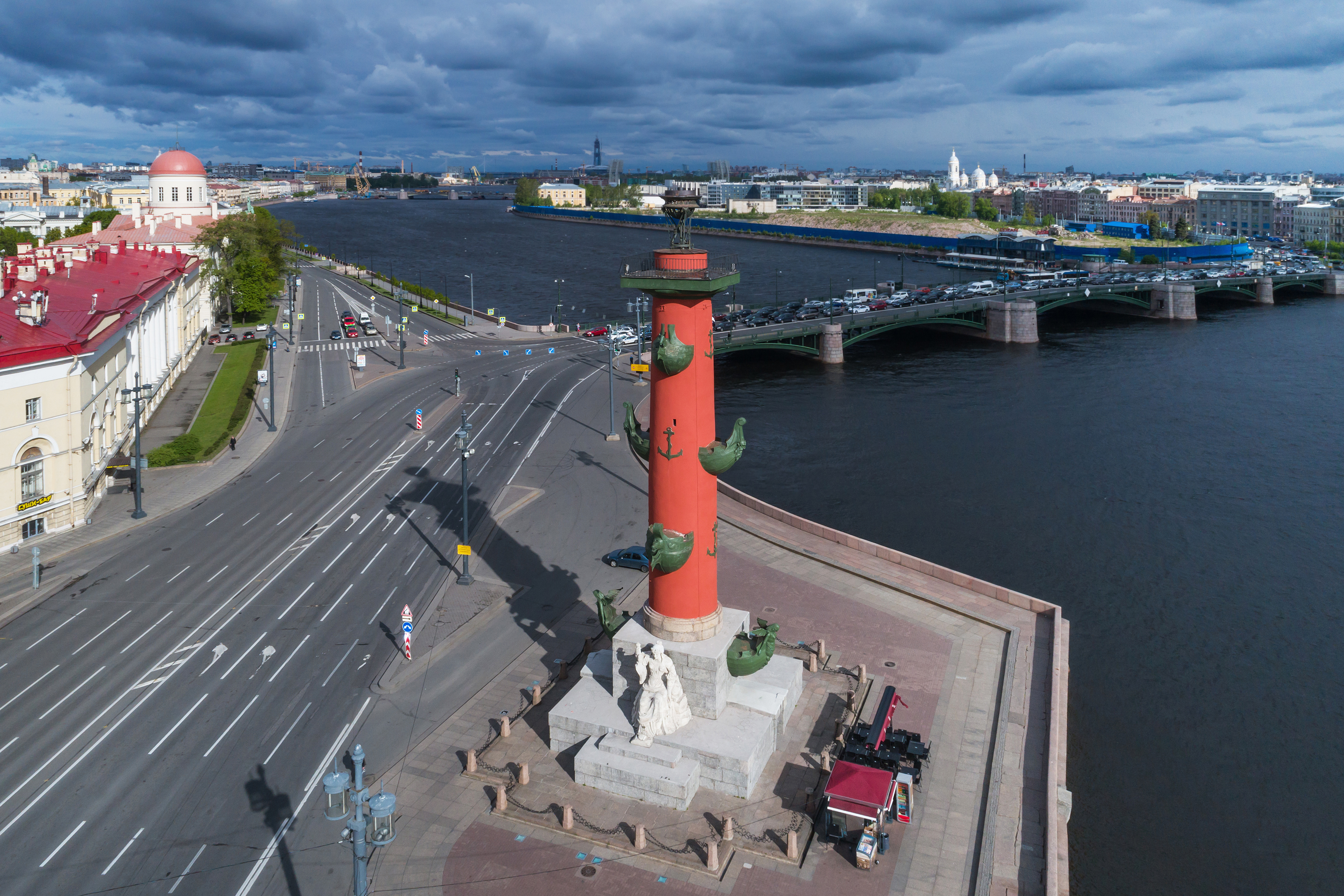
Kolumna rostralna przed Giełdą
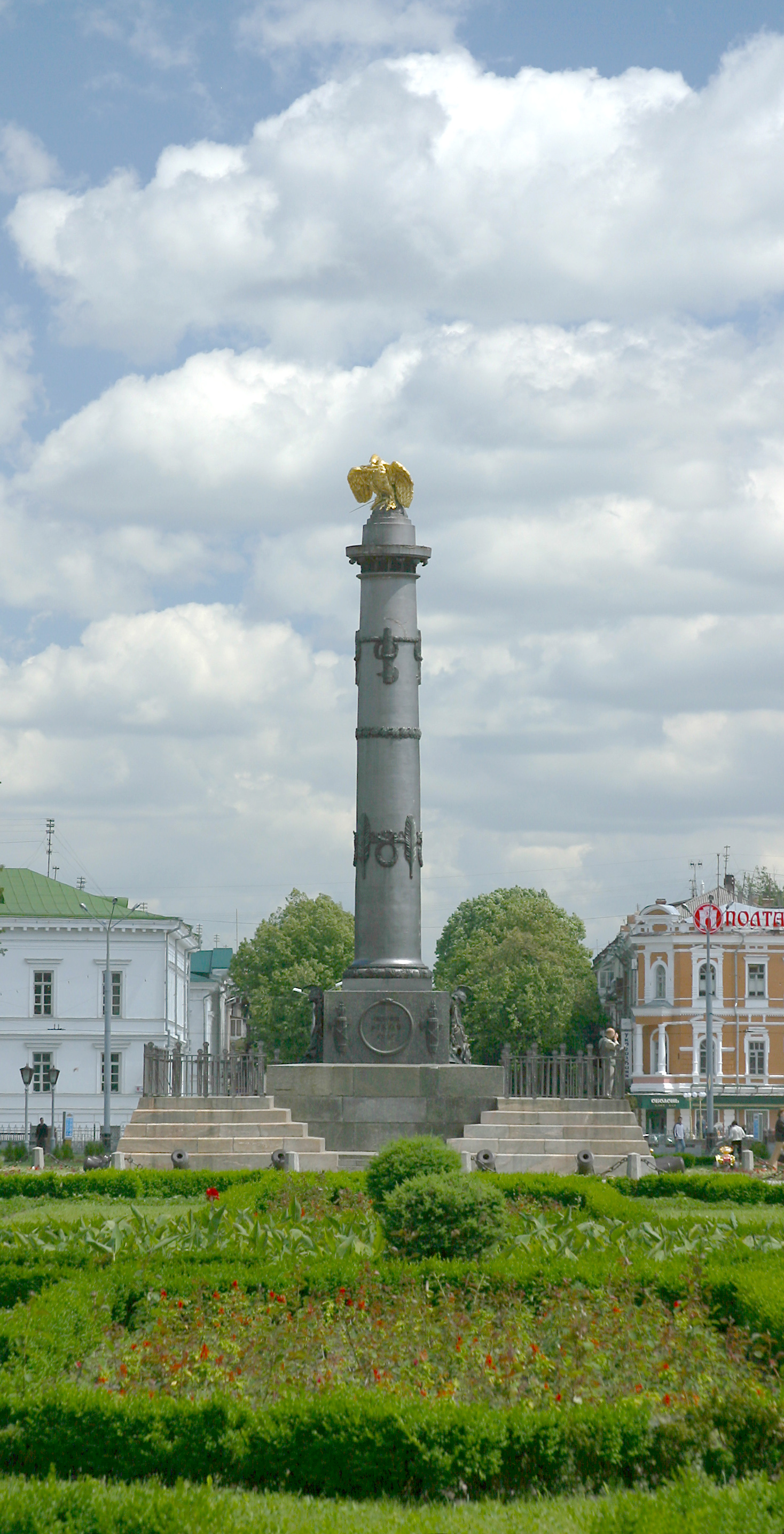
Pomnik w Połtawie
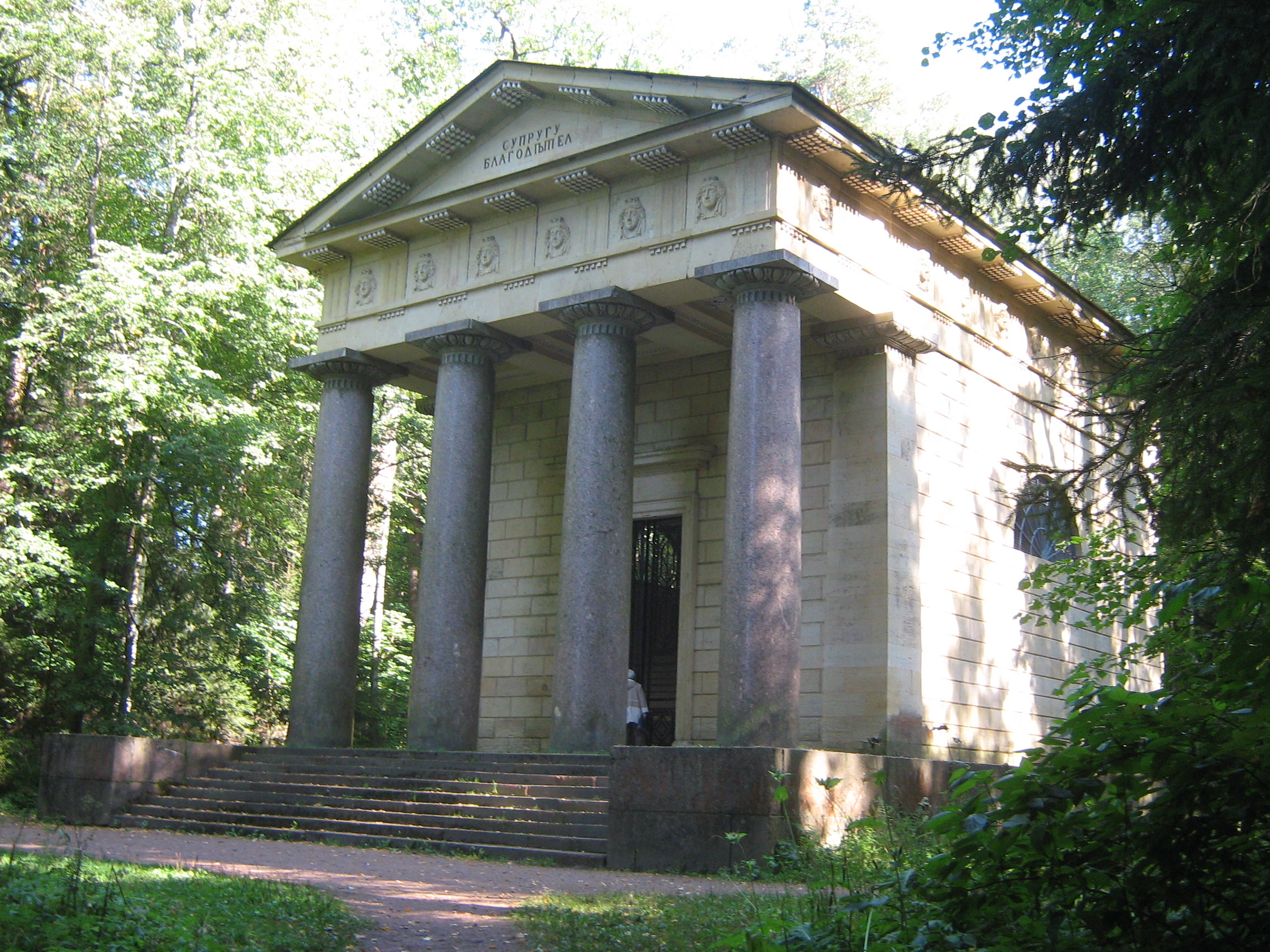
Mauzoleum cara Pawła I w Pawłowsku